# Heliocontia sordida
Heliocontia sordida là một loài bướm đêm trong họ Noctuidae.